# The Wonderful Maladys (serie de televisión)
The Wonderful Maladys iba a ser una serie de televisión transmitida en 2010 por HBO, creada por Charles Randolph, dirigida por Alan Taylor y protagonizada por Sarah Michelle Gellar. El proyecto se canceló.

## Piloto
Cuenta la historia de la triste vida de tres hermanos adultos que perdieron a sus padres a una temprana edad.
Alice (Sarah Michelle Gellar) encontró refugio en el alcohol y la agresividad. Mary (Molly Parker, Swingtown) encontró refugio en su trabajo como terapeuta, a pesar de ser incapaz de seguir el consejo que da a sus clientes. El último, Neil (Nate Corddry) encontró refugio en "cosas raras".

## Producción
El piloto lo protagonizó Sarah Michelle Gellar, quien también se desempeñó en la producción ejecutiva.
El piloto se comenzó a rodar el 11 de mayo de 2009 en la ciudad de Nueva York. Planos exteriores fueron filmadas en 113th y Riverside Drive el 13 de mayo.
También protagonizó Nate Corddry, quien interpretó al hermano más joven "estudiante de posgrado libresco" de Gellar, Molly Parker como su hermana mayor terapeuta, Alice, la ex de Adam Scott, y Zak Orth como el marido de su hermana.
El piloto no fue recogido por HBO.